# Промышленность (журнал)
«Промы́шленность» — официальный журнал департамента мануфактур и внутренней торговли Министерства финансов Российской империи, выходивший с 1861 по 1863 год.

## История
Журнал мануфактур и торговли сменил название на «Промышленность» в 1861 году и выходил в Санкт-Петербурге дважды в месяц до 1863 года, когда стал выходить под старым названием.
Редактор журнала — Владимир Иванович Струбинский (1835—1883).
Публиковал правительственные распоряжения, относящиеся к области торговли и промышленности, статьи по техническим вопросам, сообщал сведения о развитии промышленности в России и за границей, биржевые и акционерные известия.